# ステラタウン
ステラタウン（stellar town）は、埼玉県さいたま市北区宮原町一丁目に所在する、三井不動産商業マネジメントと三井不動産が管理・運営する大型ショッピングセンター。

## 施設
富士重工業大宮製作所跡地の「さいたま市北部拠点宮原土地区画整理事業」により、区域内の中心商業施設として建設された。三井不動産グループが開設した屋内通路に面して店舗が並ぶエンクローズドモールと野外通路に面して店舗が並ぶオープンモールの両方がある複合型のショッピングセンター。
開業時点では核店舗のイトーヨーカドーのほか、準核店舗としてザ・ダイソーやマックスイエローハット、ルームズ大正堂などを配した多核型のリージョナルショッピングセンターになっていた（大正堂の跡地にはブックオフスーパーバザーが入居）。
専門店街のステラモールは三層で総延長は約200mとなっており、開業時点では専門店は物販91店舗に飲食店17店舗の合計108店舗で売場面積は約20,000m2という構成になっていた。
オープンモールの野外通路も屋内と同様に三層となっており「ステラ通り」と名付けられている。
施設のシンボルとして、イーストゲートには建設前からあったメタセコイアの大木を残し、ウエストゲートには時計台を兼ねた星型のオブジェ「メローペの塔」を設置してあり、当施設の外観を特徴付けるものとなっている。また、アット・イーズやオフノオン、リヴァンスといったインテリア雑貨店や、東洋雑貨のカラコ、沖縄雑貨の沖縄良品ショップなど雑貨関連で特色あるテナントを多めに出店させたことも当施設の特徴の一つとなっている。

イトーヨーカ堂と大宮北ハウジングステージとの間に新たな別館を建設してノジマなどを入居させることになり「公園棟」として2012年10月17日に開業した。なおイトーヨーカドー大宮宮原店は、開業時点では店舗面積約18,100m2のうち直営は約13,500m2となっており、同店内にも約4,600m2の専門店が導入されている。

施設の紹介
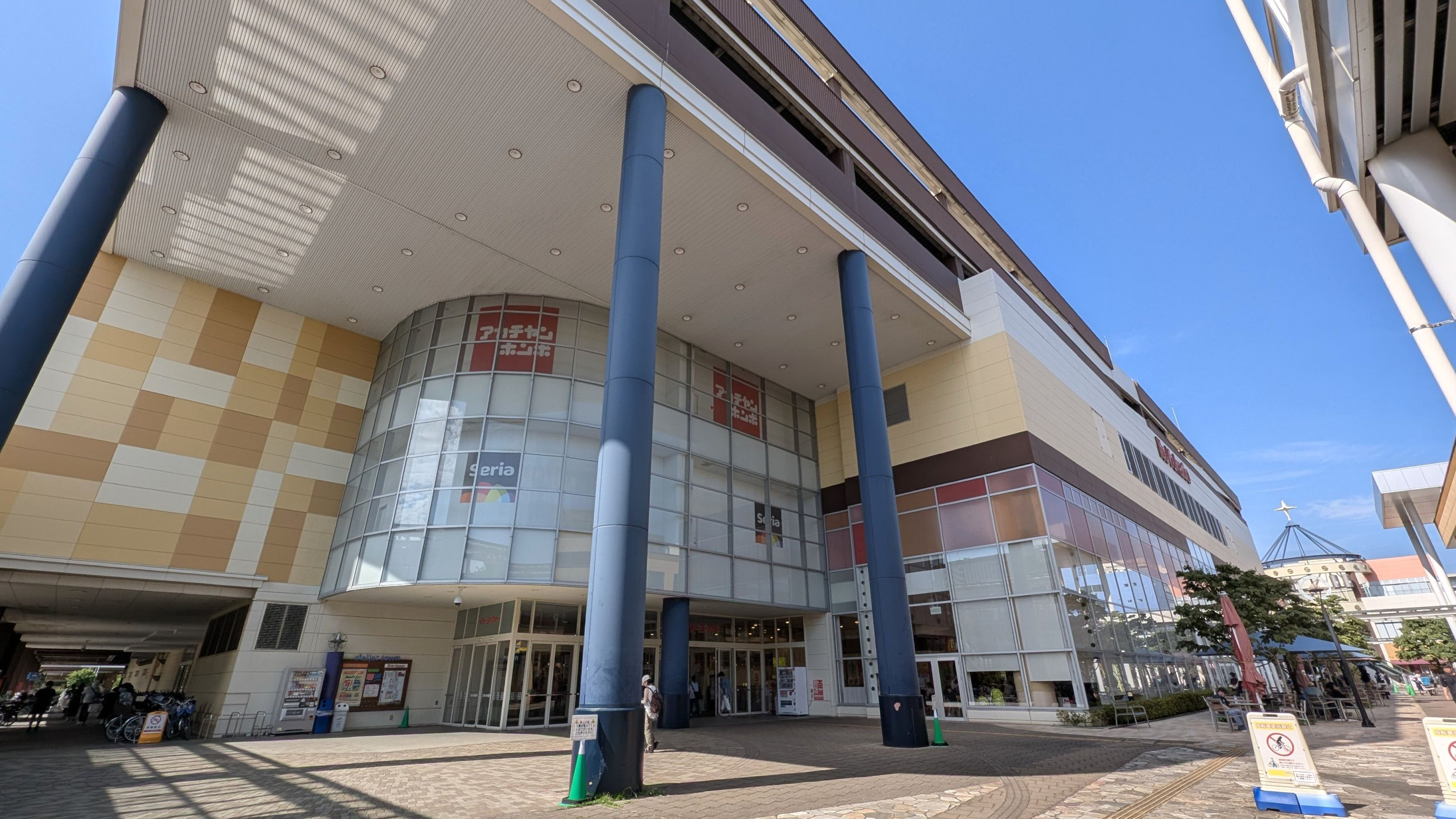
ステラタウン西側入り口
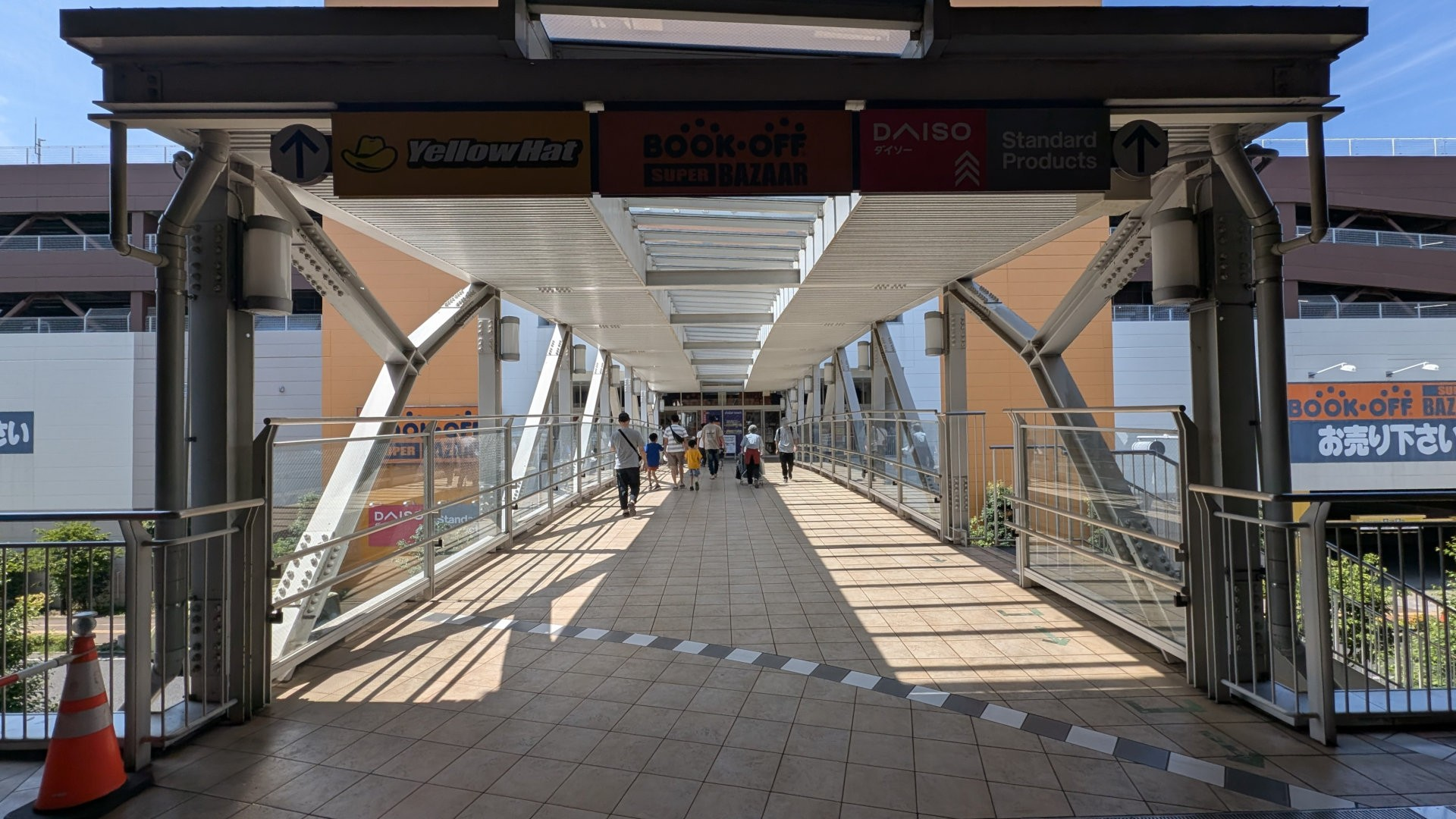
2F 接続通路
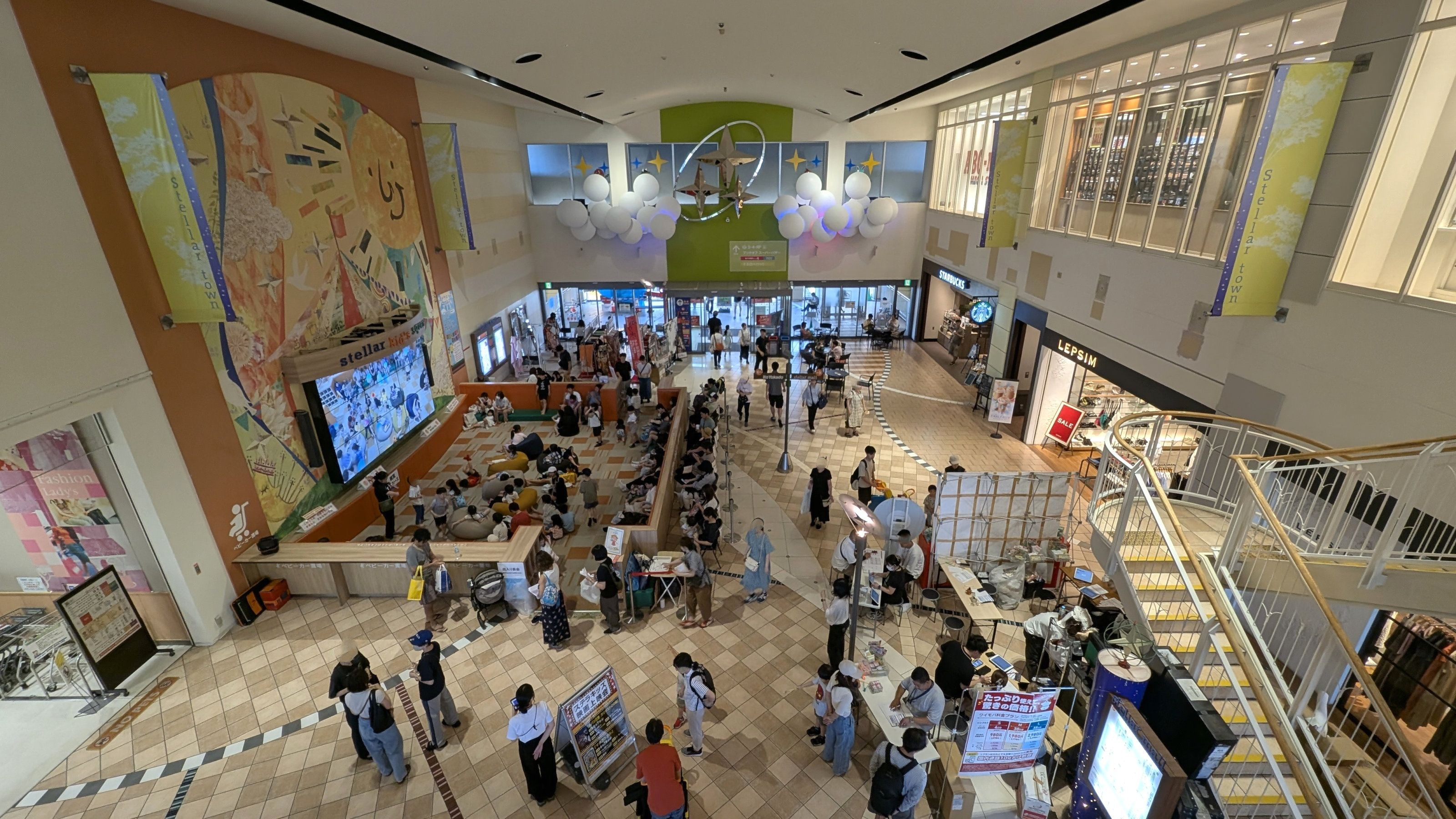
ステラタウン・センターコート
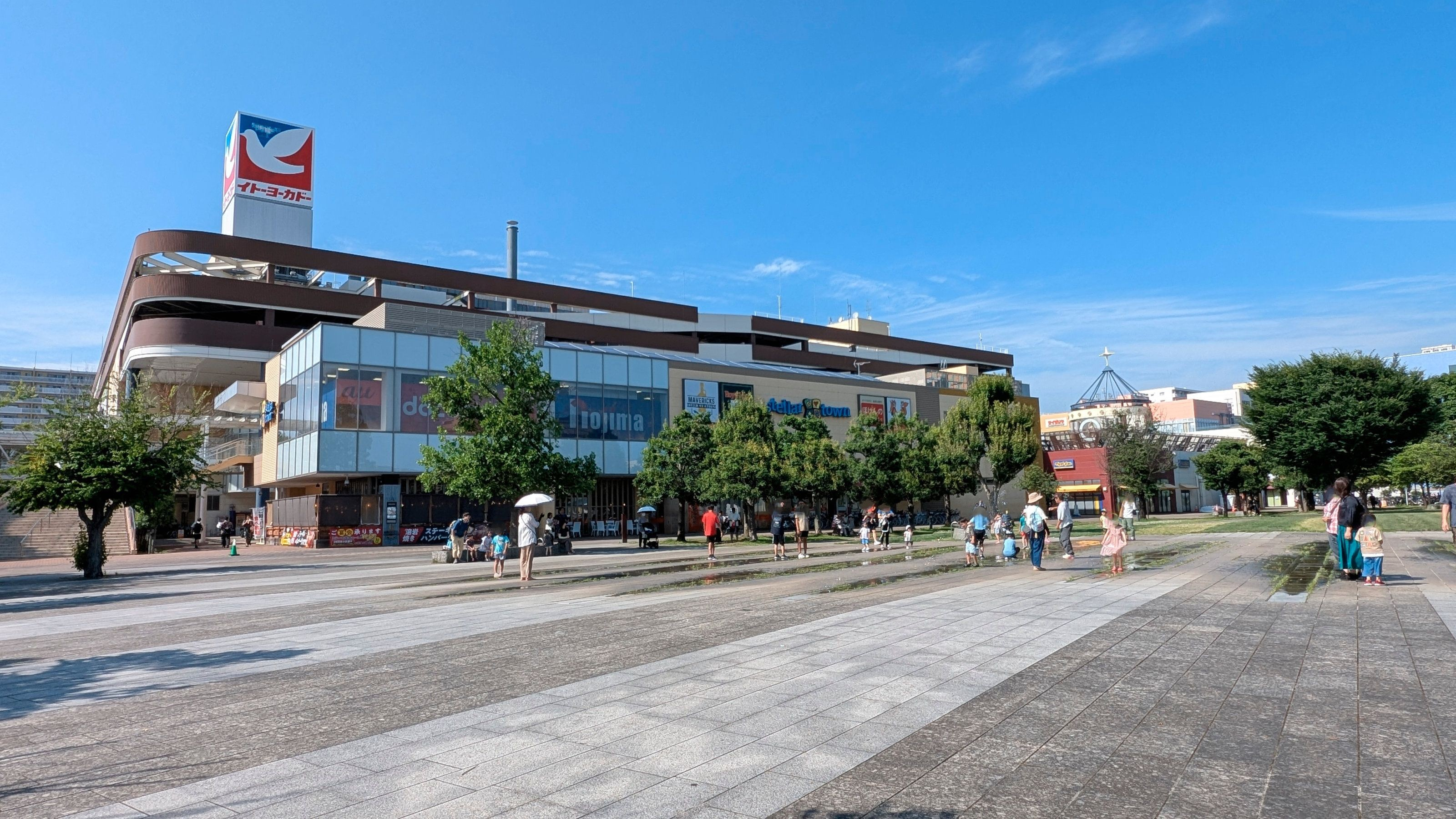
ステラタウン全景
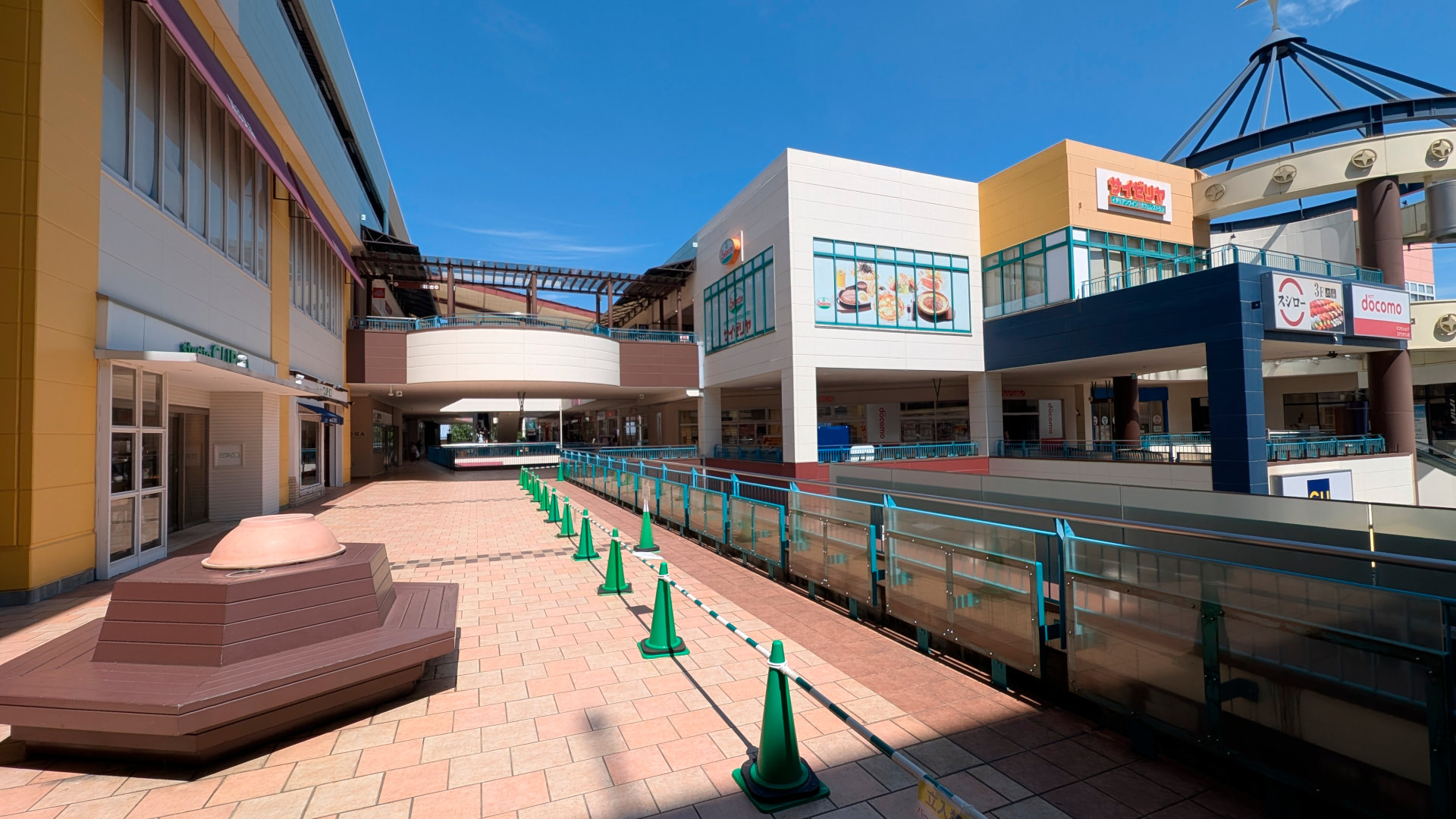
ステラ通りの方向
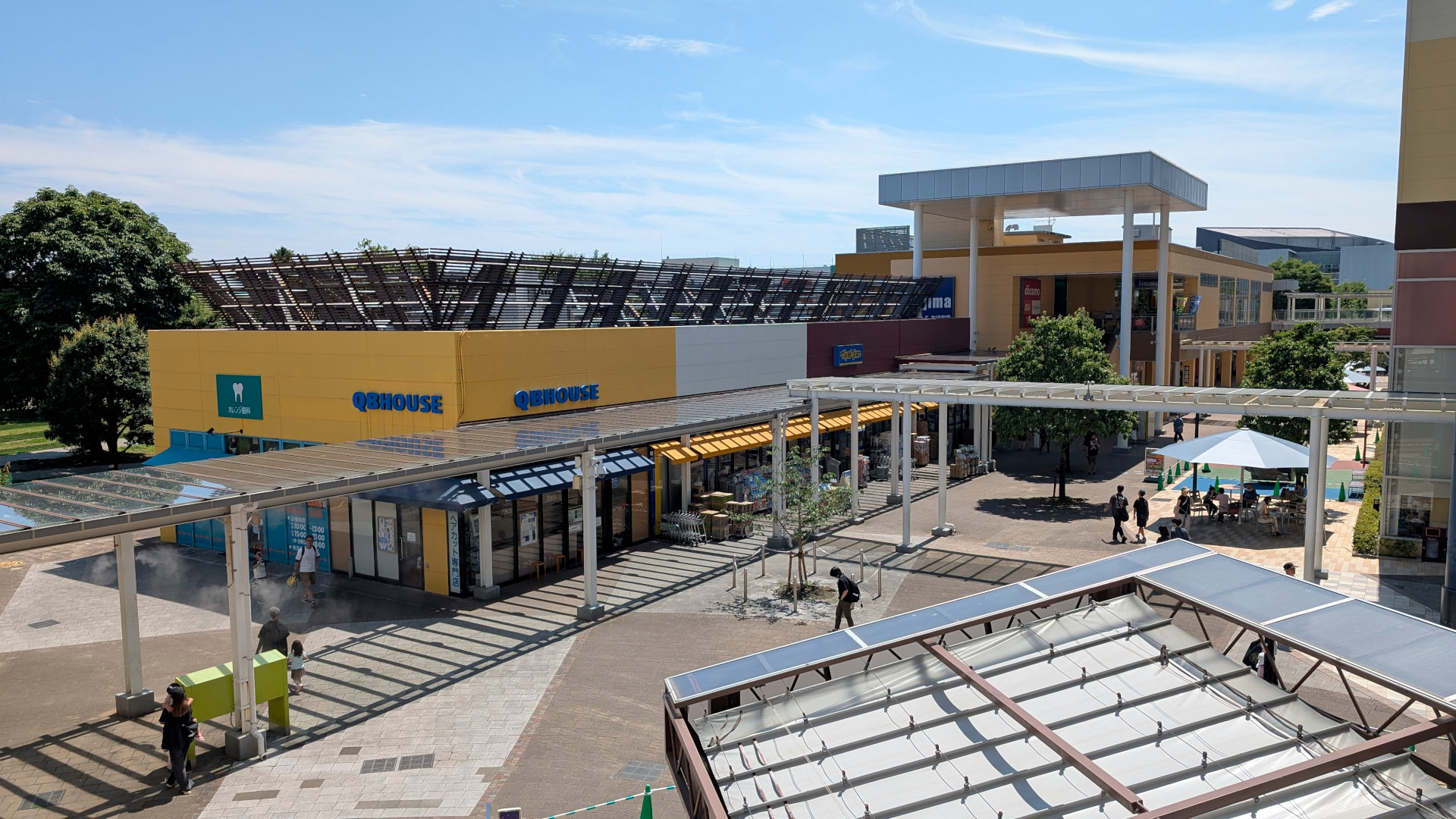
メローペ広場前

## 当地の歴史
当地には1930年（昭和5年）に地方競馬規則を根拠として大宮競馬場が開設されたが、1939年（昭和14年）に公布された軍馬資源保護法に基いて閉鎖され、約10年でその歴史に終止符を打つことになった。
競馬場跡地には1943年（昭和18年）3月に中島飛行機（現：SUBARU）大宮製作所が新設された。
この中島飛行機大宮製作所は航空機エンジンを製造していたが、第2次世界大戦後の1945年（昭和20年）8月には中島飛行機が平和産業＝民需中心の製造業へ転身に伴って富士産業大宮工場として民生用のエンジンや軽車両の製造に転じた。
しかし、富士産業は企業再建整備法による分割に伴い、1950年（昭和25年）8月7日に大宮工業となった後に大宮富士産業として事業を継続した。昭和20年代後半には戦後初の国産ジェットエンジン「JO-1」の開発にも携わった。
大宮富士工業は、富士工業や富士自動車工業、宇都宮車輛、東京富士産業の4社が合併して1955年（昭和30年）4月に富士重工業に統合されたことに伴い、富士重工業大宮製作所としてエンジン類や軽三輪車の生産拠点となった。
1995年（平成7年）10月に富士重工業大宮製作所は北本市に移転して、跡地は大宮事業所に名称変更された。
1996年（平成8年）2月には富士重工業大宮製作所跡地の一部を大宮市土地開発公社と住宅都市整備公団へ売却し、1999年（平成11年）3月から中島飛行機大宮製作所時代からの大煙突の撤去を始めた。

## ステラと富士重工業
富士重工業（現：SUBARU）大宮製作所跡地に開設されたことにちなみ、ブランド名「スバル」の由来である「昴」から「星」を意味する「ステラ」の名称がつけられている。なお、2006年（平成18年）6月に発売されたスバル・ステラの綴りは「Stella」。

## ステラタウンとノーザンハートきたまち
ステラタウンはノーザンハートきたまちの中核施設である。
2004年に「ステラタウン」がオープンし、同時に「ノーザンハートきたまち」の街びらきが行われた。
官民一体となり緑豊かで美しく整備された街並みは、さいたま市唯一の景観特区に指定されて、「彩の国さいたま景観賞」や「都市景観大賞」などを受賞している。
2010年には「ノーザンハートきたまち発展会」が発足し、地域活動を通した街の魅力向上を目的に、スバル興産(株)が街の事業者に提案活動をしてきた。春秋のお祭りイベント、現代アート展の共催など、多彩な活動を続けている。
ノーザンハートきたまちの主要施設はステラタウンとさいたま市プラザノースと大宮北ハウジングステージ、きたまちしましま公園、アートグレイス・ウエディングシャトーなどにより構成されている。

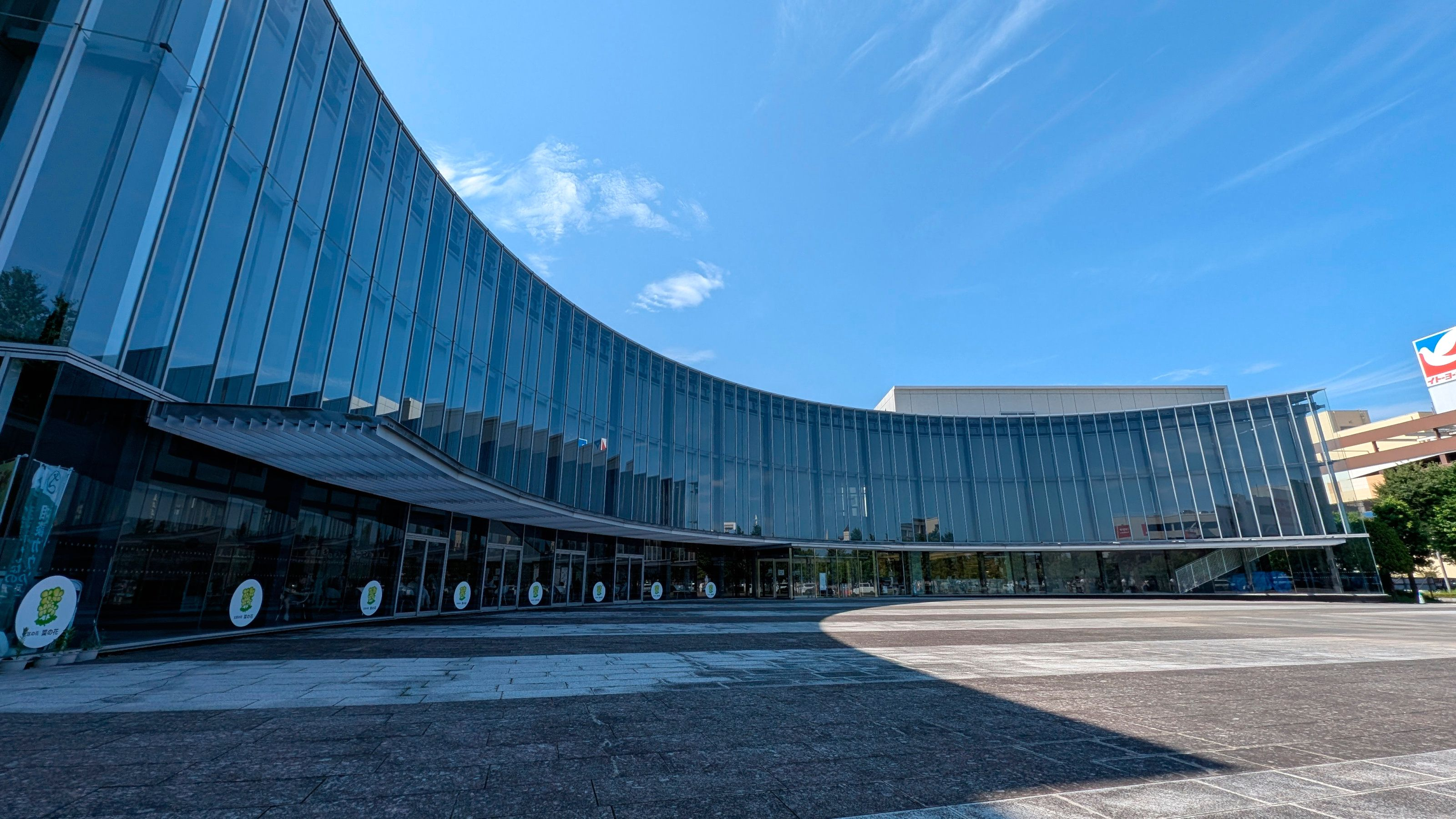
さいたま市プラザノース
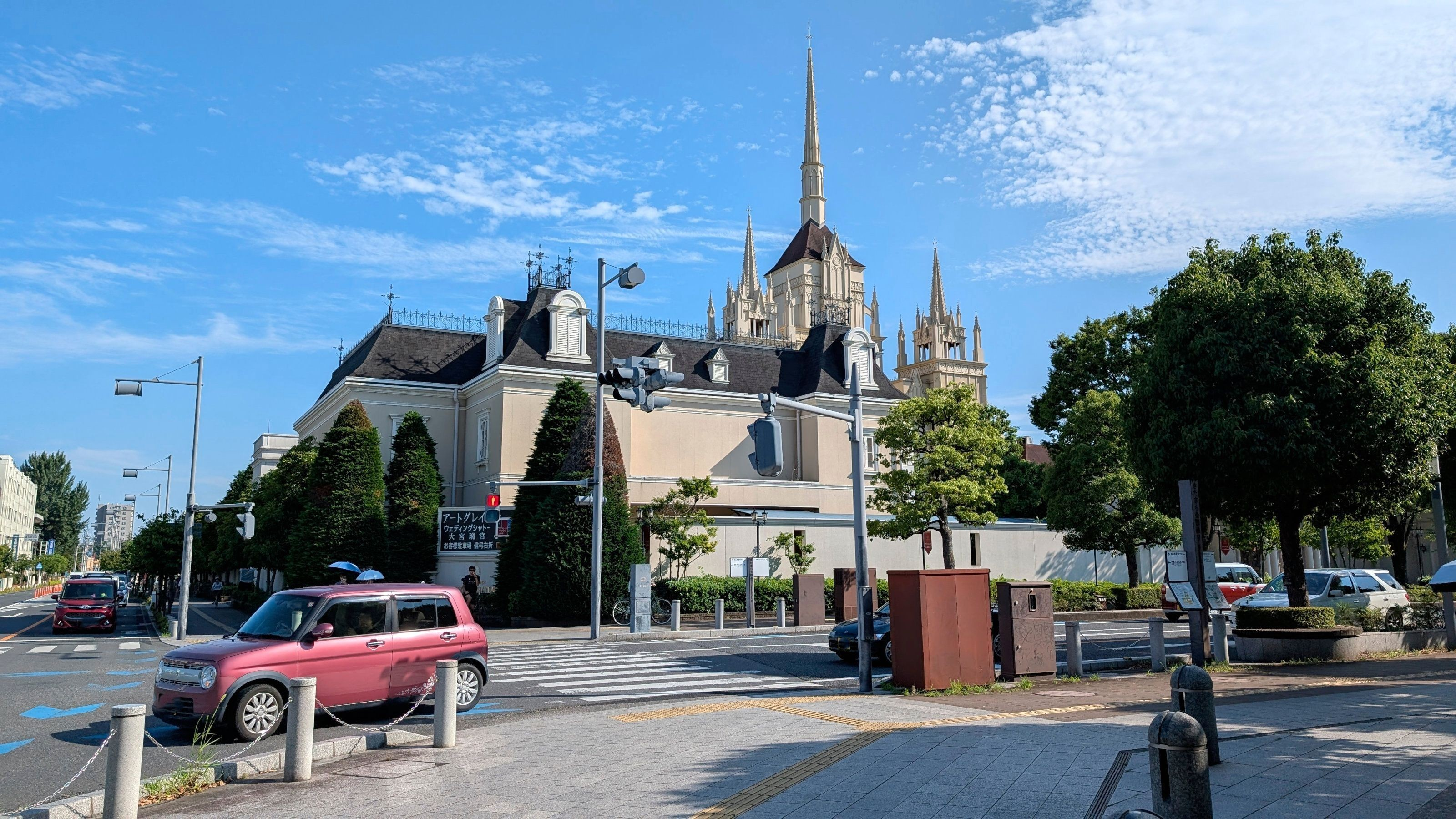
アートグレイス・ウエディングシャトー
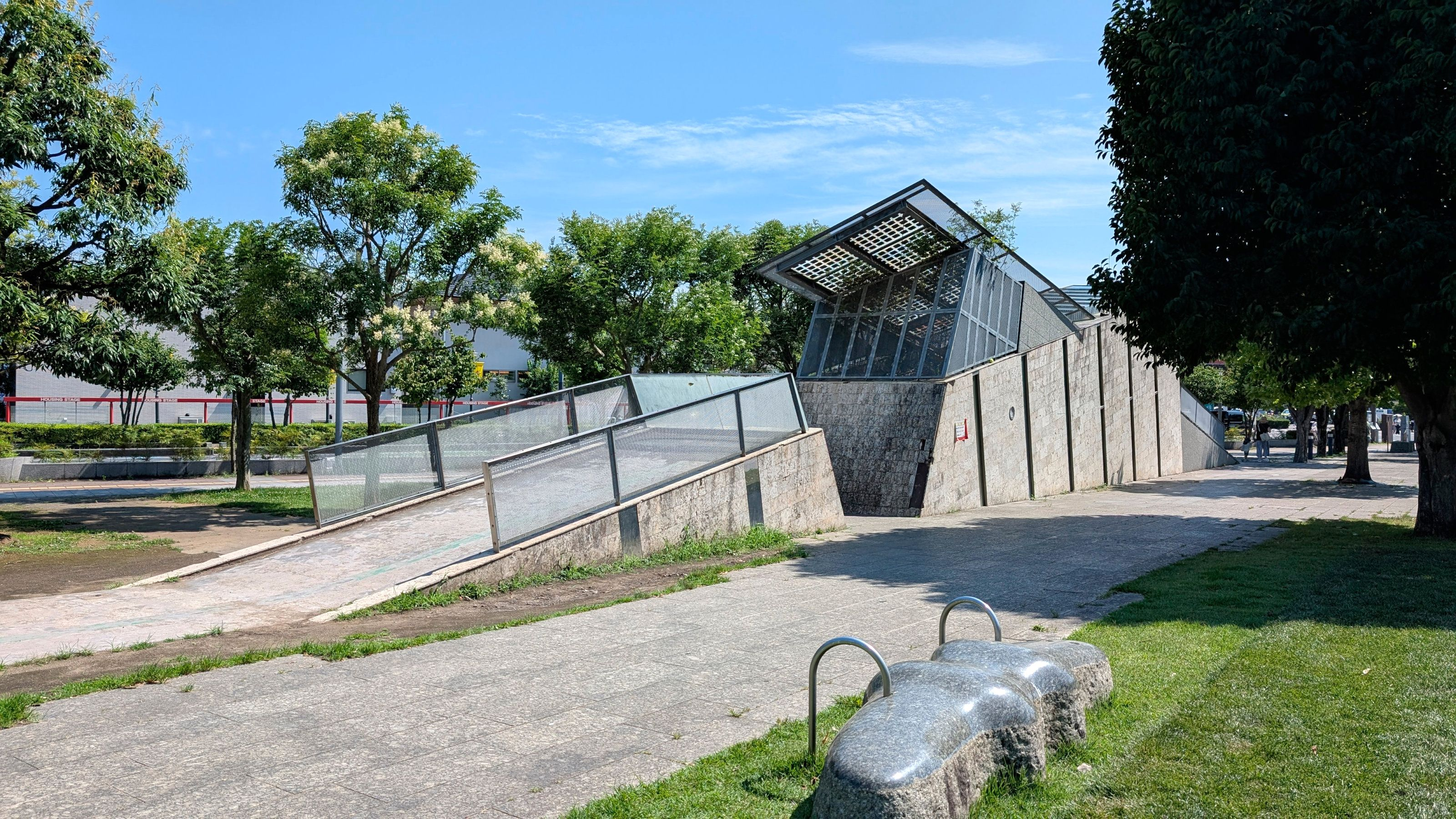
きたまちしましま公園の公衆トイレ